# Angela Asher
Angela Asher es una actriz de cine y televisión canadiense, reconocida por su papel como Tara Mercer en la serie de televisión familiar 18 to Life, por la cual recibió una nominación a los premios Screen Awards por mejor actriz en una serie de humor en la versión número 26 de los premios Gemini en 2011.
Ha tenido papeles recurrentes en otras series de televisión como Married Life, This Is Wonderland, Degrassi, Inhuman Condition, Bad Blood, Hard Rock Medical y Workin' Moms, y ha aparecido en las películas Interstate 60, King of Sorrow, A Dark Truth y Ghostland.